# Spyker F1 Team
Spyker F1 Team fue un constructor de Fórmula 1 perteneciente a Spyker Cars, que compitió en la temporada 2007, después de la compra del equipo Midland F1 Racing en septiembre de 2006. Fue comprado tras 2007 por inversores indios, quienes crearon Force India F1 Team para la siguiente temporada.

## Historia

### La compra de Midland F1
Los rumores acerca de la posible venta de Midland comenzaron a circular a partir de la mitad de la temporada 2006, menos de dos años después de que Shnaider la comprara a Eddie Jordan. Los rumores sugerían un precio de venta de 128 millones de dólares. Los equipos de Fórmula 1 se habían vuelto más valiosos debido a que no se iban a admitir nuevos equipos después del 2008, con un máximo de 12 puestos por llenar.
El 9 de septiembre de 2006, se anunció que el equipo había sido vendido a Spyker Cars. Esta compañía pagó 106.6 millones de dólares por el equipo. Michiel Mol se convirtió en el nuevo director del equipo y miembro de la directiva de Spyker. Como parte del trato, los monoplazas exhibieron publicidad revisada durante las últimas tres carreras del 2006, y el equipo comenzó a utilizar la bandera neerlandesa (en lugar de la rusa), ya que Spyker tiene su sede en ese país. De todas formas, sus nuevos dueños debieron esperar a la temporada 2007 para competir como Spyker.

### Temporada 2007

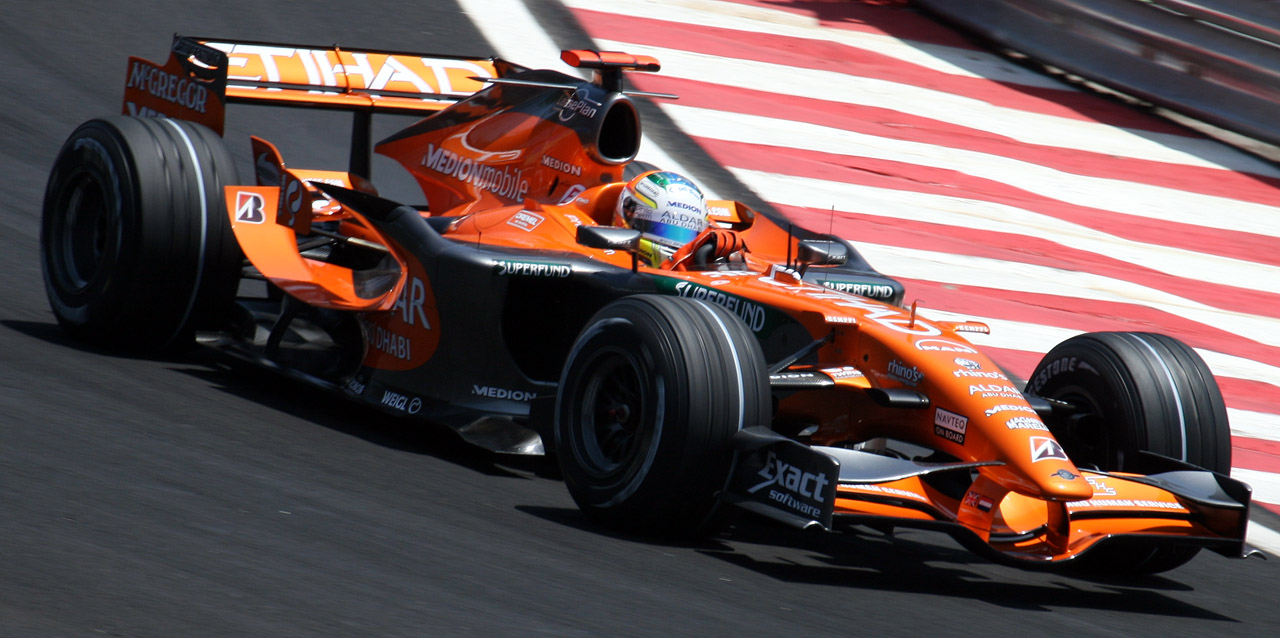
Adrian Sutil en el Gran Premio de Brasil de 2007. Al final de la temporada, Sutil consiguió el único punto en la única temporada del equipo en F1.

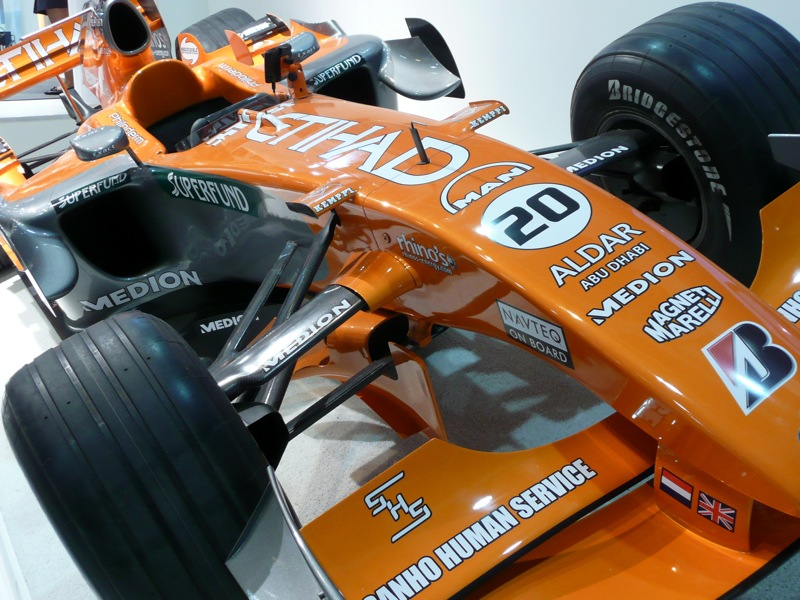
En su única participación en la F1, Markus Winkelhock consiguió liderar por unas vueltas el Gran Premio de Europa de 2007, aunque no logró terminar la carrera.

Para la temporada 2007, el equipo ha llegado un acuerdo con Ferrari para usar los motores italianos. Los pilotos oficiales serán en esta temporada Adrian Sutil y Christijan Albers, siendo los probadores Markus Winkelhock, Giedo van der Garde, Adrián Vallés y Fairuz Fauzy.
Tras el Gran Premio de Gran Bretaña, Christijan Albers fue despedido por la falta de pago de sus patrocinadores. Para el Gran Premio de Europa, fue sustituido por Markus Winkelhock, y para lo que quedaba de temporada, por Sakon Yamamoto.
Sutil conseguiría el único punto de Spyker en el Gran Premio de Japón, al quedar 8.º, luego de que penalizaran al piloto de Toro Rosso, Vitantonio Liuzzi.

### Venta a Force India
El 14 de agosto, Spyker Cars anunciaba la intención de vender su equipo de Fórmula 1, como parte de una estrategia de refinanciación del equipo, que incluye la separación de su casa madre. Esta intención se confirmaba el 1 de septiembre, cuando es confirmada una oferta por parte del consorcio Orange India Holdings Sarl, formado por Michiel Mol e Vijay Mallya, que fue aceptada por Spyker Cars. El equipo cambió su nombre a Force India F1 Team.

## Resultados
(Clave) (negrita indica pole position) (cursiva indica vuelta rápida)

| Año  | Chasis         | Motor              | Neu. | N.º | Pilotos           | 1   | 2   | 3   | 4   | 5   | 6   | 7   | 8   | 9   | 10  | 11  | 12  | 13  | 14  | 15  | 16  | 17  | Puntos | Pos. |
| ---- | -------------- | ------------------ | ---- | --- | ----------------- | --- | --- | --- | --- | --- | --- | --- | --- | --- | --- | --- | --- | --- | --- | --- | --- | --- | ------ | ---- |
| 2007 | F8-VII F8-VIIB | Ferrari 056 2.4 V8 | B    |     |                   | AUS | MYS | BHR | ESP | MON | CAN | USA | FRA | GBR | EUR | HUN | TUR | ITA | BEL | JPN | CHN | BRA | 1      | 10.º |
| 2007 | F8-VII F8-VIIB | Ferrari 056 2.4 V8 | B    | 20  | Adrian Sutil      | 17  | Ret | 15  | 13  | Ret | Ret | 14  | 17  | Ret | Ret | 17  | 21  | 19  | 14  | 8   | Ret | Ret | 1      | 10.º |
| 2007 | F8-VII F8-VIIB | Ferrari 056 2.4 V8 | B    | 21  | Christijan Albers | Ret | Ret | 14  | 14  | 19  | Ret | 15  | Ret | 15  |     |     |     |     |     |     |     |     | 1      | 10.º |
| 2007 | F8-VII F8-VIIB | Ferrari 056 2.4 V8 | B    | 21  | Markus Winkelhock |     |     |     |     |     |     |     |     |     | Ret |     |     |     |     |     |     |     | 1      | 10.º |
| 2007 | F8-VII F8-VIIB | Ferrari 056 2.4 V8 | B    | 21  | Sakon Yamamoto    |     |     |     |     |     |     |     |     |     |     | Ret | 20  | 20  | 17  | 12  | 17  | Ret | 1      | 10.º |